# Тест Бекдел

Героїня Dykes to Watch Out For (1985) пояснює правила, які пізніше стали відомими як «тест Бекдел»

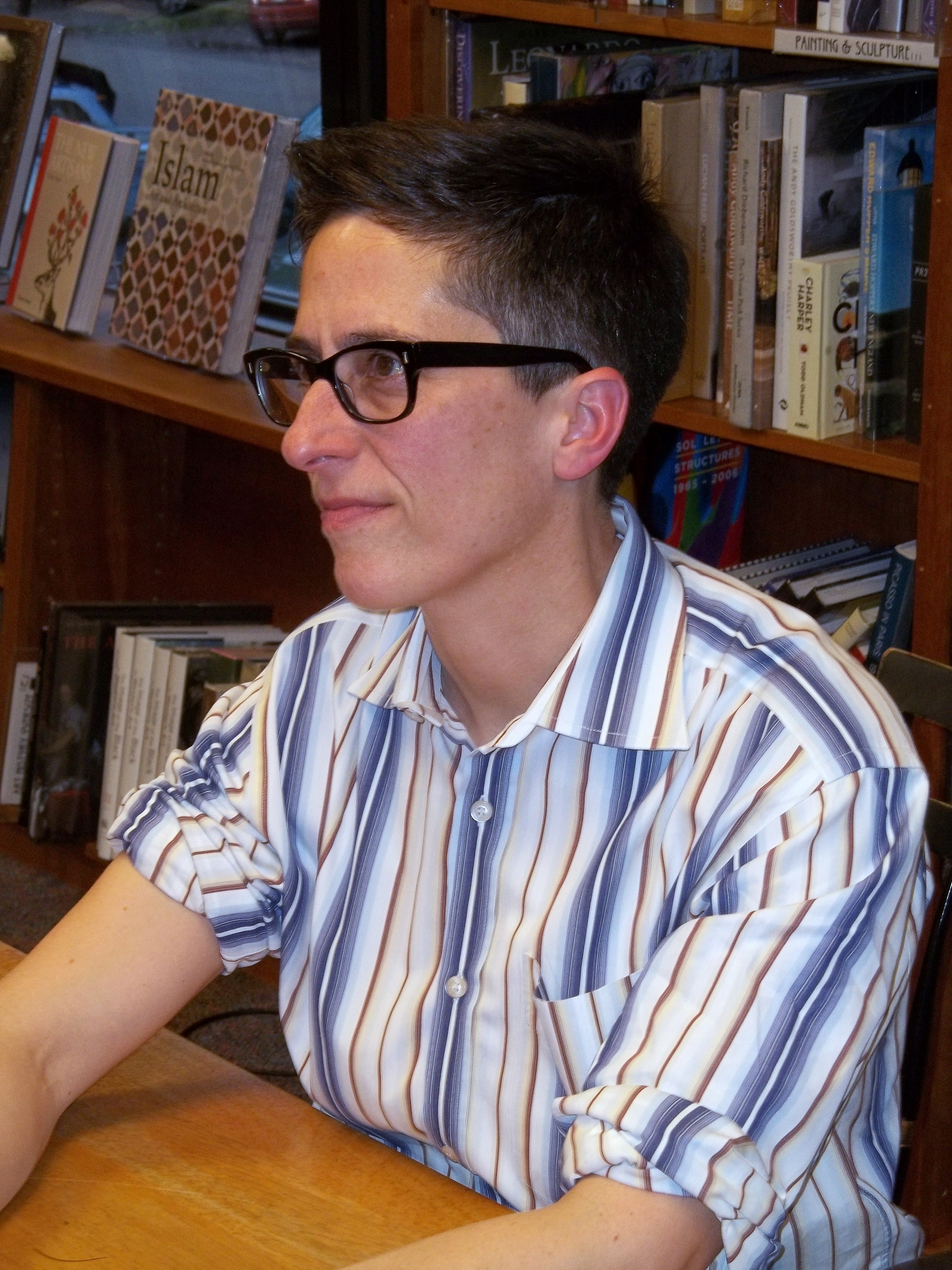
Елісон Бекдел, американська коміксистка, що дала тесту життя

Тест Бекдел (англ. Bechdel test), Бекдел-Воллес (Bechdel–Wallace test, Bechdel rule, Bechdel's law, Mo Movie Measure) — тест художнього твору на сексизм через міру репрезентації жінок у ньому. Твір проходить тест, якщо в ньому є принаймні дві жінки з іменами, які розмовляють між собою про щось, крім чоловіків.
Тест названий на честь американської карикатуристки Елісон Бекдел. 1985 року одна з героїнь її коміксу «Dykes to Watch Out For» озвучила ідею, яку Бекдел приписує своїй подрузі та карате-партнерці Ліз Воллес, чиє ім'я фігурує в коміксі, та працям Вірджинії Вулф. На запрошення піти в кіно героїня коміксу відповіла, що з певного часу ходить тільки на ті фільми, де:
1. є принаймні дві жіночі персонажки (пізніше уточнено: «з іменами»[8]),
2. які розмовляють між собою
3. про щось, крім чоловіків.

Тест Бекдел починався як жарт, проте став популярним індикатором активної присутності жінок у фільмах та літературі та для привернення уваги до гендерної нерівності в кіно та літературі.
Згідно з користувацькими базами та пресою медіаіндустрії, лише біля половини всіх кінофільмів відповідають вимогам тесту. 45 % фільмів 2015 року не пройшли його.
Тест Бекдел має обмеження і не є універсальним мірилом, наскільки феміністським є фільм: тест проходить серіал «Секс і місто», але не проходить стрічка «Гравітація».
Після широкого обговорення у 2000-х тест Бекдел отримав численні варіанти й продовження, натхненні ним. У червні 2018 тест Бекдел увійшов до Оксфордського словника англійської мови.

## Історія

### Зображення жінок у популярній літературі
Вірджинія Вулф у есеї Своя кімната (1929 рік) зробила огляд літератури свого часу, що пізніше був підкреслений тестом Бекдел, як такої, що зображує жінок не самостійними особистостями, а визначеними через чоловіків та стосунки до них чи з ними:
Всі ці стосунки між жінками, подумала я, блискавично викликаючи в уяві пишну галерею вигаданих жінок минулого, занадто одноманітні. Стільки цікавого лишилося неосвітленим. І я намагалась пригадати хоча б випадок зі своєї читацької практики, коли дві жінки зображувалися подругами. ... Тоді і зараз матері і дочки. Але всі вони незмінно зображаються по відношенню до чоловіків. Дивно подумати, що всі великі жіночі образи до Джейн Остен писалися не лише як інша стать, а й лиш у стосунку до іншої статі. А яка це мала частина життя жінки і як мало може знати про неї чоловік, бачачи її крізь чорні чи рожеві окуляри, котрі надягає йому на носа його положення!..

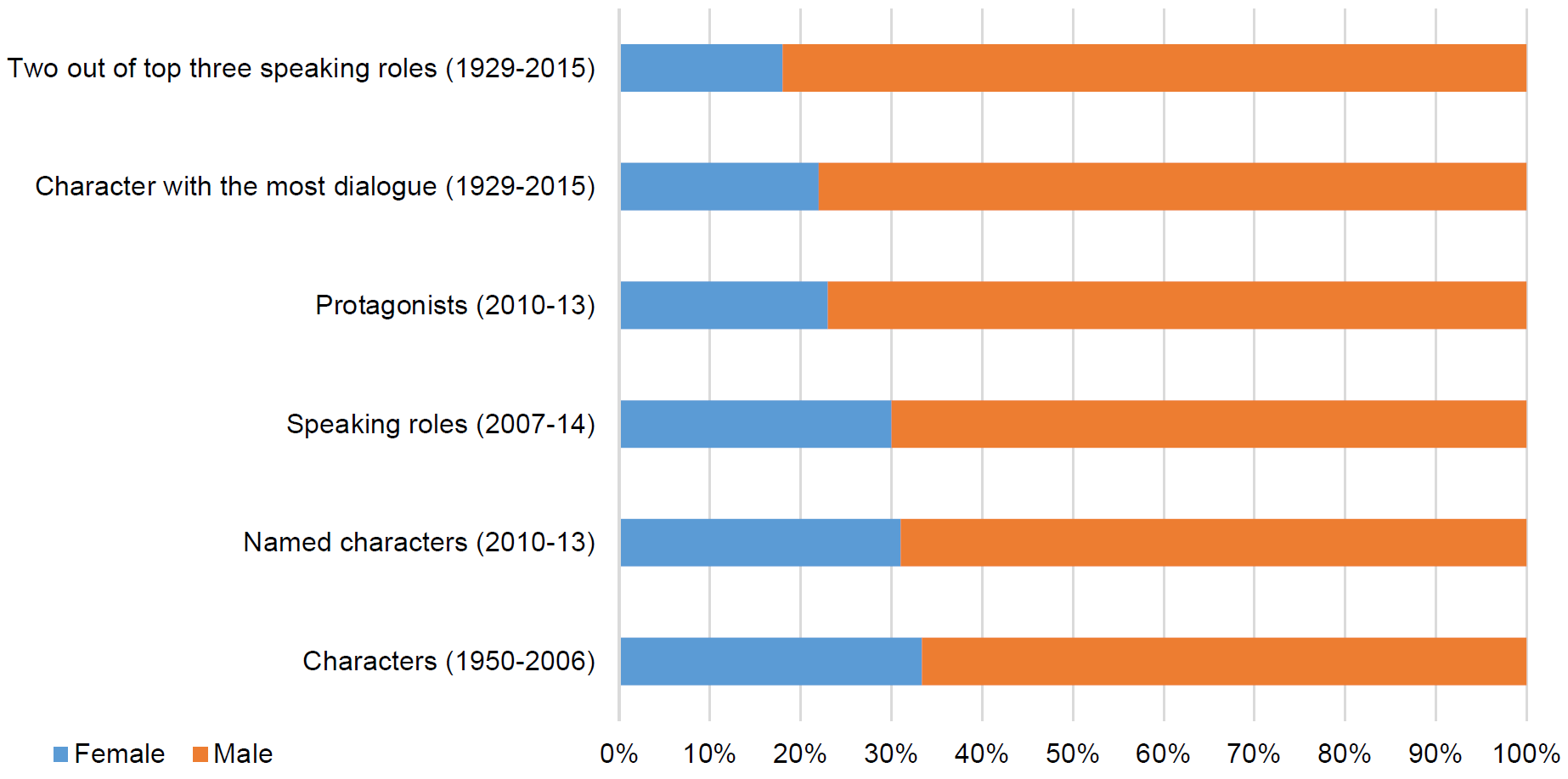
Жінки у фільмах (синім) поряд з чоловічими, за результатами чотирьох досліджень: дві з трьох ролей з репліками; роль з більшістю діалогів; протагоністки; ролі з репліками; найменовані героїні; персонажки.

Дослідження зображення жінок у 855 фінансово найуспішніших фільмах США з 1950 по 2006 роки показало, що в середньому на одну героїню припадало два чоловічих персонажі, і це співвідношення лишалося сталим у часі. Крім того, персонажки зображалися в сценах сексу вдвічі частіше за персонажів, і їхня пропорція в сценах з відвертим сексуальним змістом зростала з часом, як і зображення насильства.
У 2014 році Інститут Джини Девіс щодо гендеру в медіа (Geena Davis Institute on Gender in Media) дослідив 120 фільмів, створених в усьому світі з 2010 по 2013 рік: тільки 31 % екранних осіб з іменами були жінками, і всього в 23 % фільмів була жінка-протагоністка чи співгероїня. Серед керівного персоналу лише 7 % кінорежисерок (решта 93 % — режисери-чоловіки).
Дослідження 700 найприбутковіших фільмів 2007—2014 років виявило, що лише 30 % персонажів, що мають репліки (speaking characters) були жіночої статі. Аналіз (2016 рік) кіносценаріїв 2,005 комерційно успішних фільмів виявив, що у 82 % фільмів чоловіки мали дві з трьох головних ролей з репліками, тоді як жінкам переважні діалоги діставалися тільки в 22 % фільмів.

### Створення тесту
Правила, нині знані як тест Бекдел, зафіксовані у стріпі «Правило» коміксу про лесбійок. Дві жінки, схожі на майбутніх героїнь Mo та Ginger, обговорюють похід у кіно, і одна пояснює іншій, що ходить лише на фільми, котрі задовольняють наступним вимогам:
1. у фільмі має бути принаймні дві жінки,
2. котрі розмовляють одна з одною,
3. про щось, крім чоловіків.[5][19][20]

Співрозмовниця зауважує, що ідея досить сувора, проте хороша. Не знайшовши фільмів, котрі б задовольняли всім критеріям, жінки разом ідуть додому. Героїня коміксу ремствує, що останнім фільмом, котрий їй вдалось подивитися, був «Чужий».
Бекдел пізніше писала, що була майже певна, що Воллес надихалася «Своєю кімнатою» Вірджинії Вулф.
Оригінально згаданий Бекдел як «маленький лесбійський жарт в альтернативній феміністській газеті», тест увійшов до мейнстрімної критики 2010-х та описувався як «стандарт, за яким феміністська критика судить телебачення, фільми, книжки та інші медіа».
У 2013 році інтернет-видання уже писали про тест як про «ходячу фразу», що описує, є фільм дружнім до жінок чи сексистським. Факт, що навіть великі голлівудські картини не проходять три простих критерії, гучно обговорювався в пресі.
Згідно з Недою Юлабі, американською журналісткою в області культури, мистецтва та цифрових медіа, тест Бекдел резонує, бо «він артикулює дещо, що часто упускається в сучасній культурі: не кількість жінок, котрих ми бачимо на екрані, а глибину їхніх історій, важливість їхніх справ, розмах їхніх завдань.» Дін Спейд (Dean Spade) та Крейг Віллс (Craig Willse) описали тест як «пояснення того, як медіа-репрезентації форсують шкідливі гендерні норми», зображуючи стосунки жінок з чоловіками більше за будь-які інші стосунки, а жіночі життя — як важливі лише в мірі, в котрій вони стосуються чоловіків.
До тесту пропонувались доповнення та розширення — наприклад, що дві жінки мають мати імена, чи що їхній діалог має тривати принаймні 60 секунд.

## Застосування
Тест Бекдел привернув академічну увагу: були спроби його автоматизувати. Найширше застосування він здобув у індустрії кіно та телебачення.

### В кіноіндустрії
У 2013 чотири шведських кінотеатри та кабельний канал скандинавського телебачення Viasat Film впровадили тест Бекдел до деяких зі своїх рейтингів, рух був підтриманий Шведським інститутом кінематографії.
В 2014 Європейський кінематографічний фонд Єврімаж ввів тест Бекдел у свій механізм подачі заявок у контексті зусиль зі збору інформації про гендерну рівність у своїх проєктах. Вимога «аналізу сценаріїв за Бекдел підтримуватиметься особами, що читають сценарії».
У 2018 році у програмному забезпеченні для написання кіносценаріїв почали впроваджуватися функції, що дозволяють письменникам та письменницям аналізувати власні тексти на гендерну репрезентацію. До ПЗ з такими функціями належать утиліти Highland 2, WriterDuet та Final Draft 11.
Крім кіноіндустрії, тест Бекдел застосовується до інших медіа, таких як відеоігри та комікси. Британська театральна акторка Бет Вотсон (Beth Watson) запустила в 2015 кампанію «Театр Бекдел» (Bechdel Theatre), ціллю якої було підкреслення п'єс, що проходять тест.

### Результати тесту
Вебсайт bechdeltest.com містить поповнювану користувачками та користувачами базу з близько 6,500 фільмами, класифікованими за тим, наскільки вони проходять тест, з доданою вимогою найменованості героїнь. Станом на квітень 2015 база налічувала 58 % фільмів, що задовольняють всім трьом критеріям, 10 %, що провалили одну вимогу, 22 % з двома незадовільними і 10 % фільмів, що провалюють всі три.
Згідно з Марком Гаррісом (Mark Harris) з Entertainment Weekly, якби тест був обов'язковим, половина стрічок-номінанток на «Оскар» за найкращий фільм 2009 року опинилися б у небезпеці. Новинний сайт Vocativ, піддавши найкасовіші фільми 2013 року тесту Бекдел, виявив, що лише близько половини з них пройшли його (хоч деякі сумнівно), а решта провалилися.
Письменник Чарльз Штросс відзначив, що половина фільмів, що проходять тест, роблять це тому, що героїні говорять про шлюб чи дітей. Серед робіт, що не проходять, деякі переважно присвячені жінкам, спрямовані на них чи просувають визначних героїнь.

### Фінансові аспекти
У Vocativ також виявили, що фільми, котрі пройшли тест Бекдел, заробили у США в цілому близько $4.22 млрд, а ті, що не пройшли, заробили біля $2.66 млрд. Тому, можливо, спосіб Голлівуду заробити більше може полягати в «додаванні на екрани більше жінок». Дослідження (2014 рік) 1615 фільмів, що вийшли з 1990 по 2013 роки, виснувало, що медіана бюджетів фільмів, що пройшли тест, на 35 % нижча, ніж у тих, що провалили. Фільми, що пройшли тест, мають на 37 % вищий ROI у США і такий же міжнародний ROI, порівняно з фільмами, що не про пройшли його.
Пояснення полягали в тому, що фільми, котрі провалили тест Бекдел, мали пов'язаний брак гендерного розмаїття серед сценаристів та інших кінофахівців, також званий «целулоїдною стелею»: у 2012 лише одна з шести режисерів, сценаристів, продюсерів серед 100 комерційно найуспішніших фільмів у США була жінкою.

## Обмеження
Тест Бекдел лише оцінює, чи присутні жінки у творі на певному рівні. Твір може пройти тест і все ще містити сексистський контент, а робота з визначними героїнями може провалити його. Робота може провалити тест з причин, не пов'язаних з гендерними перекосами, таких як сетинґ, що працює проти включення жінок (наприклад, в Імені троянди Умберто Еко дія розгортається в середньовічному монастирі). Не завжди ясно, що є героїнею чи діалогом (наприклад, пісня репера Sir Mix-a-Lot «Baby Got Back» фактично пройшла тест, починаючись аудіозаписом стереотипної «дівчини з долини», що промовляє «о боже, Беккі, глянь на її зад») і твори з незначною кількістю тих і інших часто автоматично провалюють тест.
Тест не бере до уваги якість творів, котрі оцінює (погані фільми можуть пройти його, хороші ні).
У спробі кількісного аналізу творів щодо того, чи пройдуть вони тест, принаймні одна дослідниця, Фейт Лоуренс (Faith Lawrence), відзначила, що результати залежать від того, наскільки строго тест застосовується. Одне з питань, що при цьому виникають: чи посилання на чоловіка в розмові, котра стосується і інших тем, знецінює всю розмову? Якщо ні, то як визначати початок і кінець розмови?
Кінокритик Дейлі Телеграф Роббі Коллін (Robbie Collin) розвінчав тест як «заповнення комірок та накопичення статистики замість аналізу та розуміння» та підкреслив, що нестача пропрацьованих героїнь у кіно має бути темою дискусії незалежно від того, проходять чи провалюють тест Бекдел окремі фільми.
Ніна Пауер: тест Бекдел підіймає питання, чи взагалі художні твори покликані й спроможні зображати жінок (а не задовольняти примхи письменників) і бути «реалістичними» в цьому. Це залежить від того, наскільки часто реальне життя з його нерівністю проходить тест Бекдел, і який вплив на мистецтво це може мати.
Енді Зейслер, засновниця неприбуткової організації Bitch Media, покликаної просувати та заохочувати феміністську відповідь попкультурі, стосовно критики тесту Бекдел пише: «Ця критичність вказує на проблему, що застосовність тесту була виведена далеко за межі оригінального задуму. Тоді як Бекдел і Воллес знайшли в ньому простий спосіб підкреслити механічні, бездумно нормативні сюжетні лінії мейнстрімного кіно, нині проходження тесту якимось чином стало синонімом до „бути феміністським(-ою)“. Він ніколи не замислювався для вимірювання фемінізму, скоріше — як культурний барометр». Зейслер підкреслила, що хибний висновок, ніби твір, який пройшов тест, є «феміністським», може приводити творців до «ігор з системою» простим додаванням достатньої кількості героїнь та діалогів, продовжуючи відкидати сутнісне представлення жінок поза шаблонними сюжетами.
Тест не вимірює те, чи є фільм моделлю гендерної рівності, і його проходження не говорить про якість твору, значущість чи глибину жіночих ролей — але «це найкращий тест на гендерну упередженість, який ми маємо — і, що, можливо, важливіше…, єдиний тест, за яким ми маємо статистику».

## Похідні тести

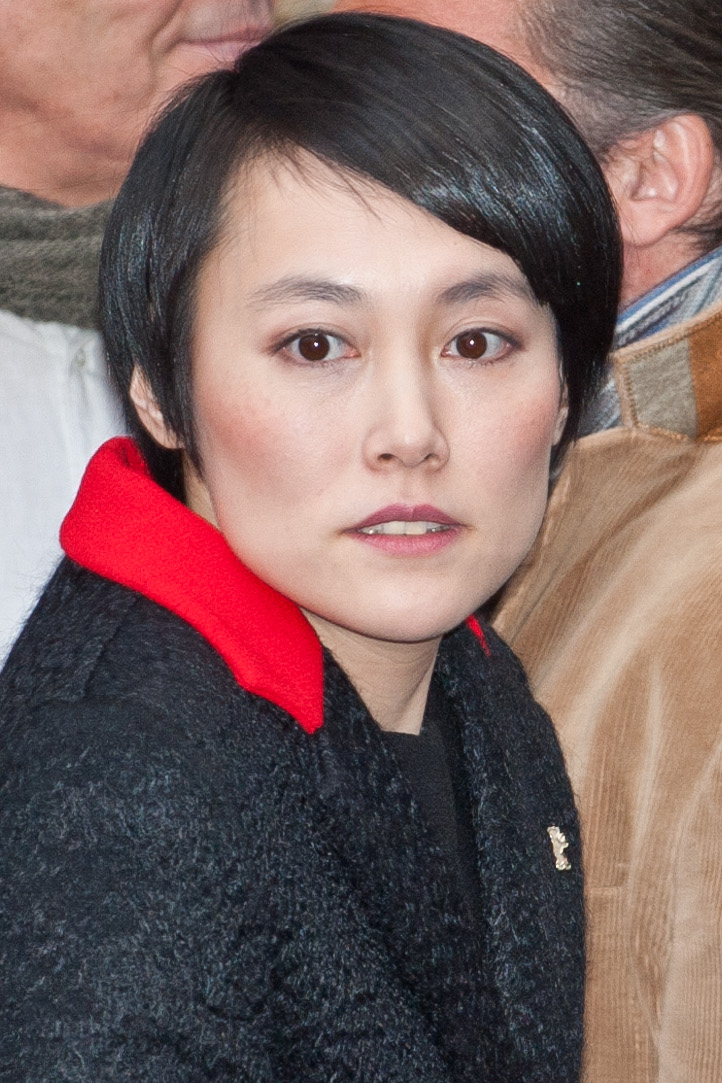
Персонажка Mako Mori (зіграна зображеною тут Рінко Кікучі) надихнула альтернативну оцінку жіночої присутності в художніх творах.

Тест Бекдел надихнув інших, особливо феміністських та антирасистських критикинь(-ків) та фанатську спільноту формулювати критерії для оцінки художніх творів, мистецтва та текстів, почасти через обмеження тесту Бекдел. В інтерв'ю, взятих 538, жінки кіно- та телеіндустрії пропонували багато інших тестів, що включали більше жінок, кращі історії, жінок за лаштунками та більше розмаїття.

### Гендер
«Тест Мако Морі» (Mako Mori test), сформульований Tumblr-користувачкою Chaila та названий на честь єдиної значущої персонажки масштабного фільму Тихоокеанський рубіж (фільм), запитує, чи має героїня сюжетну арку не про підтримку чоловічої історії.
Коміксистка Келлі Сью ДеКоннік запропонувала «тест сексуального торшера» (sexy lamp test): «Якщо Ви можете замінити Вашу героїню сексуальним торшером і історія переважно все ще працюватиме, можливо, Вам потрібна інша чернетка.»
«Сфінкс-тест» лондонської театральної компанії Sphinx стосувався взаємодії жінок з іншими дійовими особами, того, як визначні героїні історії проявляються в дії, наскільки проактивними (а не реактивними) вони є та наскільки стереотипно вони зображені. Тест задумувався для «заохочення театралів і театралок думати про те, як писати більше і кращих ролей для жінок» у відповідь на результати дослідження, що для жінок були написані (на 2014 рік) лише 37 % театральних ролей.
У 2013 акторка Джина Девіс написала колонку, відому пізніше як «тест Джини Девіс»: художні твори перевірялись на сексизм підрахунком кількості жінок у масових сценах та на другорядних ролях. Так, в масових сценах натовпу без уточнень в сценарії «наполовину жіночого» на знімальному майданчику виявляється біля 17 % жінок.

### Сексуальність
«Тест Віто Руссо», створений ЛГБТІК+-організацією GLAAD, оцінює представленість ЛГБТІК±людей у фільмах. Його умови: чи включає фільм дійових осіб, упізнаваних як ЛГБТІК+, не виключно чи переважно визначених їхньою сексуальною орієнтацією чи гендерною ідентичністю, а також вплетених у сюжет настільки, що їхнє усунення призведе до значних наслідків?

### Колір шкіри
Тест, запропонований ТБ-критиком Еріком Деґґансом (Eric Deggans), запитує, чи містить фільм не про расу принаймні двох небілих дійових осіб переважно складі. Аналогічно сценарист Nikesh Shukla запропонував вимогу про двох кольорових головних героїв (героїнь), що розмовляють одне з одним без згадок про їхню расу.
Кінокритик Нью-Йорк Таймс Манола Даргіс запропонувала в січні 2016 «Тест Дюверней» (названий на честь режисерки Ави Дюверней), що запитує, чи «афроамериканські або інші меншини мають повноцінно реалізовані життя, а не служать декораціями білих історій». Ціллю тесту є звернути увагу на нестачу кольорових людей у голлівудських стрічках.
Надя (Nadia Latif) та Лейла Латіф (Leila Latif) з Гардіан запропонували розширену версію тесту Дюверней з 5-ти питань:
- Чи є у творі 2 небілі дійові особи з іменами?
- Чи мають вони діалог?
- Чи вони не романтично захоплені одне одним?
- Чи мають вони будь-який діалог, що не задовольняє (comforting) чи підтримує білого персонажа(-ку)?
- Чи точно один (одна) з них не є магічними[en]?[58]

Спрощена версія Nikesh Shukla (2013) вимагає лише «людей з двох етнічних меншин, що розмовляють одне з одним більше п'яти хвилин про щось, крім раси.»

### Програмний код
Лорі Восс (Laurie Voss), головний інженер npm, запропонувала тест Бекдел для програмного забезпечення. Вихідний код проходить цей тест, якщо включає функцію, написану жінкою-розробницею, що викликає функцію, написаною іншою жінкою-розробницею. Відгуки преси були схвальними після того, як урядова організація США 18F проаналізувала власне ПЗ за цією метрикою.

### Біографії жінок в науці
Тест Бекдел надихнув також Тест Фінкбайнер — чекліст, покликаний допомогти журналіст(к)ам уникати гендерних ухилів у статтях про жінок в науці. Щоб пройти цей тест, стаття про науковицю не має містити згадок про:
- те, що вона жінка,
- роботу її чоловіка,
- її заняття дітьми, їхнє виховання і «поєднання кар'єри та родини»,
- те, яка вона турботлива щодо своїх підлеглих і колег,
- те, як вона була приголомшена конкуренцією в її сфері,
- те, що вона є рольовою моделлю для інших жінок,
- те, що вона «перша жінка, що…».[65]